# Cassidy Rae
Cassidy Rae Joyce (Clermont, 7 giugno 1976) è un'attrice statunitense.

## Biografia
Attratta dal mondo del cinema fin da giovane, fu scoperta all'età di 14 anni da un agente in Florida e iniziò a lavorare come modella mentre ancora studiava a scuola.
Il suo esordio avvenne nel 1992 in un episodio della serie tv per ragazzi Clarissa; in seguito fu chiamata come guest star in diverse serie TV  tra le quali Il tempo della nostra vita e soprattutto Models, Inc., nel quale ebbe un ruolo da protagonista con il personaggio di Sarah Owens, preso dalla serie tv Melrose Place.
Nel 1995 recitò nel film di Mark Rosman Evolver che riscosse un buon successo; successivamente prese parte per lo più a film per la televisione.

## Filmografia

### Cinema
- Evolver - Un amico pericoloso, regia di Mark Rosman (1995)
- Extreme Days, regia di Eric Hannah (2001)

### Televisione
- Clarissa (Clarissa Explains It All) - serie TV, episodio 2x11 (1992)
- Angel Falls - serie TV (1993)
- Il tempo della nostra vita (Days of our Lives) - serial TV, puntata 1x7170 (1993)
- The Byrds of Paradise - serie TV, episodio 1x04 (1994)
- Melrose Place - serie TV, 4 episodi (1994)
- Models, Inc. - serie TV, 29 episodi (1994-1995)
- Favorite Deadly Sins, regia di David Jablin e Denis Leary - film TV (1995)
- The Single Guy - serie TV, episodio 1x12 (1996)
- Attrazione proibita (Lying Eyes), regia di Marina Sargenti - film TV (1996)
- Questione d'onore (Love's Deadly Triangle: The Texas Cadet Murder), regia di Richard Colla - film TV (1997)
- I viaggi del cuore (Journey of the Heart), regia di Karen Arthur - film TV (1997)
- Miss a tutti i costi (Crowned and Dangerous), regia di Christopher Leitch - film TV (1997)
- Hyperion Bay - serie TV, 17 episodi (1998-1999)
- Crime in Connecticut: The Story of Alex Kelly, regia di Ted Kotcheff - film TV (1999)
- Just Shoot Me! - serie TV, episodi 4x11-4x14 (2000)
- Brutally Normal - serie TV, episodio 1x01 (2000)
- Rude Awakening - serie TV, episodio 2x21 (2000)
- Zoe, Duncan, Jack & Jane - serie TV, episodio 2x08 (2000)

## Doppiatrici italiane
- Giuppy Izzo in Models, Inc., Attrazione proibita, Questione d'onore
- Federica De Bortoli in Hyperion bay